# Pseudamycus canescens
Pseudamycus canescens är en spindelart som beskrevs av Simon 1899. Pseudamycus canescens ingår i släktet Pseudamycus och familjen hoppspindlar. Inga underarter finns listade i Catalogue of Life.